# Sportjahr 1888
Liste der Sportjahre

◄◄ | ◄ | 1884 | 1885 | 1886 | 1887 | Sportjahr 1888 | 1889 | 1890 | 1891 | 1892 | ► | ►►

Weitere Ereignisse

## Ereignisse

### Cricket/Fußball
- 21. Januar: In den Vereinigten Staaten entsteht der Sportverband Amateur Athletic Union (AAU).
- 22. März: Der Schotte William McGregor gründet in England The Football League, die weltweit erste Fußball-Profiliga. Die Football League 1888/89 startet mit 12 teilnehmenden Vereinen am 8. September.
- 1. April: Der Rotterdamsche Cricket & Football Club Sparta wird gegründet, aus dem später der Fußballverein Sparta Rotterdam hervorgeht.
- 15. April: Die Brüder Jestram gründen gemeinsam mit ein paar Schulfreunden in Berlin-Tempelhof den BFC Germania, den ältesten noch existierenden Fußballverein Deutschlands.
- 13. Mai: Der São Paulo Athletic Club in Brasilien wird als Cricket-Verein gegründet.
- 1. Juni: Der Hamburger FC 1888 wird gegründet.

### Eissport
- Ostern 1888: In Berlin wird der Deutsche Nationale Eislauf-Verband gegründet, der sich im September 1888 in Hamburg als Deutscher Eislaufverband rekonstituiert.

### Motorsport
- Zum zweiten Mal findet das Autorennen von Paris nach Neuilly-sur-Seine statt. Albert de Dion mit dem Wagen De Dion-Bouton La Marquise besiegt seinen Geschäftspartner Georges Bouton von De Dion-Bouton mit einer Durchschnittsgeschwindigkeit von 28,9 km/h.

### Rugby
- Die British and Irish Lions unternehmen erstmals eine Tour in die südliche Hemisphäre.

### Sonstiges
- 21. Januar: In den Vereinigten Staaten wird die Amateur Athletic Union gegründet, um Standards für den Amateursport zu erstellen.
- 13. August: Der Schwäbische Albverein wird in Plochingen gegründet.
- Oktober: Mit der Eröffnung des nach dem griechischen Sportmäzen Evangelos Zappas benannten Zappeions werden auch die vierten Olympien in Athen eröffnet, vorläufig jedoch nur der Ausstellungsteil.
- 16. November: Der MTK Budapest wird gegründet. Turnen und Fechten stehen bei dem neu gegründeten bürgerlichen Sportverein im Vordergrund.
- In Andreasberg entwickelt ein Engländer den Bob, indem er zwei Rennrodeln hintereinander montiert.

## Geboren

### Januar
- 01. Januar: August Blaha, österreichischer Fußballspieler († 1961)
- 01. Januar: Karl Julius Jensen, dänischer Mittel- und Langstreckenläufer († 1965)
- 01. Januar: Jens Peter Laursen, dänischer Turner († 1967)
- 02. Januar: Frederick Bellars, US-amerikanischer Langstreckenläufer († 1971)
- 03. Januar: Arthur Berry, englischer Fußballspieler († 1953)
- 03. Januar: Einar Rothman, schwedischer Geher († 1952)
- 03. Januar: Nils Silfverskiöld, schwedischer Turner († 1957)
- 03. Januar: Hermine Stindt, deutsche Schwimmerin († 1974)
- 04. Januar: Géza Tuli, ungarischer Turner († 1966)
- 05. Januar: Fritz Förderer, deutscher Fußballspieler († 1952)
- 05. Januar: Lauri Pihkala, finnischer Leichtathlet und Erfinder des Pesäpallo († 1981)
- 06. Januar: Vilhelm Gylche, dänischer Geher († 1952)
- 07. Januar: Thorstein Johansen, norwegischer Sportschütze († 1963)
- 07. Januar: Jean Thorailler, französischer Schwimmer und Wasserballspieler († 1957)
- 09. Januar: Arthur Edwin Hill, britischer Wasserballspieler († 1959)
- 09. Januar: Alfred Plé, französischer Ruderer († 1980)
- 10. Januar: Nemo Agodi, italienischer Turner († 1940)
- 10. Januar: Alfred Birlem, deutscher Fußballschiedsrichter († 1956)
- 16. Januar: Daniel Norling, schwedischer Turner und Reiter († 1958)
- 17. Januar: Ernest Vicogne, französischer Turner († 1975)
- 18. Januar: Wim Bronger, niederländischer Fußballspieler († 1965)
- 20. Januar: Tor Lund, norwegischer Turner († 1972)
- 21. Januar: Evert Björn, schwedischer Leichtathlet († 1974)
- 22. Januar: Josef Kaltenbrunner, österreichischer Fußballtorhüter († 1951)
- 23. Januar: Axel Persson, schwedischer Radrennfahrer († 1955)
- 28. Januar: Kaarlo Soinio, finnischer Fußballspieler, -schiedsrichter und Kunstturner sowie Sportreporter und -lehrer († 1960)
- 31. Januar: John Boles, US-amerikanischer Sportschütze († 1952)

### Februar
- 01. Februar: Hugh Walker, schottischer Hockeyspieler († 1958)
- 03. Februar: Mel Brock, kanadischer Sprinter und Mittelstreckenläufer († 1956)
- 06. Februar: John Noel, US-amerikanischer Sportschütze († 1939)
- 07. Februar: Lothar van Gogh, niederländischer Fußballspieler († 1945)
- 08. Februar: Albert Betts, britischer Turner († 1924)
- 09. Februar: Marthe Robert, Schweizer Langstreckenschwimmerin († 1973)
- 09. Februar: Cas Ruffelse, niederländischer Fußballspieler († 1958)
- 11. Februar: Alfred Asikainen, finnischer Ringer († 1942)
- 12. Februar: Anders Ahlgren, schwedischer Ringer († 1976)
- 13. Februar: Davide Baiardo, italienischer Schwimmer († 1977)
- 13. Februar: Edvard Möller, schwedischer Hoch- und Weitspringer († 1920)
- 16. Februar: Ferdinand Bie, norwegischer Leichtathlet († 1961)
- 17. Februar: Ludwig Weinacht, deutscher Ruderer († 1946)
- 18. Februar: Sven Thorell, schwedischer Segler, Kanute und Sportfunktionär († 1974)
- 19. Februar: Baldo Baldi, italienischer Fechter († 1961)
- 20. Februar: Martin Hawkins, US-amerikanischer Leichtathlet († 1959)
- 23. Februar: Alphonse Eggremont, französischer Turner († 1914)
- 25. Februar: Félicien Courbet, belgischer Wasserballspieler und Schwimmer († 1967)
- 26. Februar: Albert Lindqvist, schwedischer Tennisspieler († 1961)
- 26. Februar: Maurice Schilles, französischer Radrennfahrer († 1957)
- 29. Februar: Gyula Kertész, ungarischer Fußballspieler und -trainer († 1982)

### März
- 01. März: Valther Jensen, dänischer Kugelstoßer und Hammerwerfer († 1982)
- 01. März: Robert Petschow, deutscher Ballonfahrer, Fotograf und Sportfunktionär († 1945)
- 04. März: Marcel Berthet, französischer Radrennfahrer († 1953)
- 05. März: Josef Jungmann, tschechoslowakischer Fechter († 1982)
- 08. März: Ferdinand Buchanan, südafrikanischer Sportschütze († 1967)
- 09. März: Sigurjón Pétursson, isländischer Ringer († 1955)
- 09. März: Willy Westra van Holthe, niederländischer Fußballspieler († 1965)
- 11. März: Hermann Garrn, deutscher Fußballspieler († 1964)
- 12. März: Vincenzo Blo, italienischer Turner († 1967)
- 13. März: Nils Frykberg, schwedischer Mittel- und Langstreckenläufer († 1966)
- 13. März: Josef Loos, tschechoslowakischer Eishockeyspieler († 1955)
- 13. März: Luigi Tornielli di Borgolavezzaro, italienischer Sportler († 1944)
- 15. März: Sophus Nielsen, dänischer Fußballspieler († 1963)
- 17. März: Henri Gance, französischer Gewichtheber († 1953)
- 18. März: Axel Janse, schwedischer Turner († 1973)
- 18. März: Josef Šebek, böhmischer Tennisspieler († unbekannt)
- 20. März: Victor Polidori, französischer Turner († 1931)
- 23. März: Karl Jordan, deutscher Turner († 1972)
- 24. März: Olaf Jacobsen, norwegischer Turner († 1969)
- 25. März: Tönnes Björkman, schwedischer Sportschütze († 1959)
- 26. März: Pierre Charpentier, französischer Eishockeyspieler († unbekannt)
- 26. März: Émile Lacharnay, französischer Automobilrennfahrer († 1962)
- 26. März: Austin Menaul, US-amerikanischer Zehnkämpfer († 1975)
- 27. März: Bouke Benenga, niederländischer Schwimmer und Wasserballspieler († 1968)
- 28. März: Harald Smedvik, norwegischer Turner († 1956)
- 29. März: Bror Fock, schwedischer Langstreckenläufer († 1964)
- 29. März: Per Jespersen, norwegischer Turner († 1964)

### April
- 01. April: Terry de la Mesa Allen, US-amerikanischer Polospieler († 1969)
- 02. April: Roger Ducret, französischer Fechter († 1962)
- 02. April: Nicolai Kiær, norwegischer Turner († 1934)
- 06. April: William Bailey, englischer Radrennfahrer († 1971)
- 12. April: Dan Ahearn, irisch-US-amerikanischer Leichtathlet († 1942)
- 12. April: Kaarlo Koskelo, finnischer Ringer († 1953)
- 13. April: Auguste Landrieu, belgischer Turner († unbekannt)
- 14. April: Rasmus Birkeland, norwegischer Segler († 1972)
- 14. April: Edmond Labitte, französischer Turner († 1952)
- 15. April: Robert Tikkanen, finnischer Sportschütze († 1947)
- 16. April: Friedrich Wilhelm Rahe, deutscher Tennis- und Hockeyspieler († 1949)
- 17. April: Jan Vos, niederländischer Fußballspieler († 1939)
- 18. April: Arnold Lunn, britischer Skipionier, Bergsteiger und Schriftsteller († 1974)
- 20. April: Aurél von Kelemen, ungarischer Tennisspieler († 1968)
- 22. April: Adolf Kurz, deutscher Ringer († 1959)
- 23. April: Yrjö Kolho, finnischer Sportschütze († 1969)
- 25. April: Väinö Heikkilä, finnischer Langstreckenläufer († 1943)
- 25. April: Donnell Young, US-amerikanischer Sprinter († 1989)
- 27. April: Bjarne Angell, norwegischer Tennisspieler († 1938)
- 29. April: Dionys Schönecker, österreichischer Fußballspieler und -trainer († 1938)
- 30. April: Ernst Bahnmayer, deutscher Schwimmer († 1931)
- 30. April: David Jacobs, britischer Leichtathlet und Olympiasieger († 1976)

### Mai
- 02. Mai: Paolo Thaon di Revel, italienischer Säbelfechter († 1973)
- 10. Mai: Poul Thymann, dänischer Ruderer († 1971)
- 11. Mai: Edvin Hellgren, schwedischer Langstreckenläufer († 1919)
- 11. Mai: Willis A. Lee, US-amerikanischer Sportschütze († 1945)
- 14. Mai: Percy Courtman, britischer Schwimmer († 1917)
- 14. Mai: Erik Larsson, schwedischer Tauzieher († 1934)
- 19. Mai: Georgios Banikas, griechischer Stabhochspringer († 1956)
- 20. Mai: Mannes Francken, niederländischer Fußballspieler († 1948)
- 21. Mai: Evasio Lampiano, italienischer Automobilrennfahrer († 1923)
- 22. Mai: Sigvard Hultcrantz, schwedischer Sportschütze († 1955)
- 24. Mai: Juho Halme, finnischer Leichtathlet († 1918)

### Juni
- 01. Juni: Imre Payer, ungarischer Fußballspieler und -trainer († 1956)
- 03. Juni: François Walker, französischer Turner († 1951)
- 06. Juni: Pierre Versteegh, niederländischer Dressurreiter († 1942)
- 07. Juni: Clarence DeMar, US-amerikanischer Leichtathlet († 1958)
- 08. Juni: Imre Gellért, ungarischer Turner († 1981)
- 09. Juni: Christian Schmidt, deutscher Fußballspieler († 1917)
- 13. Juni: Joseph Pletincx, belgischer Wasserballspieler und Schwimmer († 1971)
- 14. Juni: Hans Thomson, deutscher Fechter († 1963)
- 14. Juni: Julius Thomson, deutscher Fechter († 1960)
- 15. Juni: Frank Clement, britischer Automobilrennfahrer († 1970)
- 16. Juni: Guus Kessler, niederländischer Tennisspieler († 1972)
- 16. Juni: Armando Poggioli, italienischer Leichtathlet († 1967)
- 22. Juni: Lo La Chapelle, niederländischer Fußballspieler († 1966)
- 22. Juni: Lyman Hine, US-amerikanischer Bobfahrer († 1930)
- 23. Juni: Adolf Andersson, schwedischer Schwimmer († 1985)
- 25. Juni: Antonius van Loon, niederländischer Tauzieher († 1962)
- 26. Juni: Claës-Axel Wersäll, schwedischer Turner († 1951)
- 27. Juni: Lennart Silfverstolpe, schwedischer Tennisspieler († 1969)

### Juli
- 01. Juli: Henry Thomas, britisch-US-amerikanischer Boxer († 1963)
- 03. Juli: Thomas Harvey, britischer Radrennfahrer († 1965)
- 03. Juli: Franz Weber, österreichischer Fußballspieler († 1947)
- 04. Juli: Egon Erickson, US-amerikanischer Hochspringer († 1973)
- 08. Juli: Henry Brougham, britischer Racketsspieler († 1923)
- 08. Juli: Timothy Carroll, irischer Leichtathlet († 1955)
- 11. Juli: Kurt Stenberg, finnischer Turner († 1936)
- 11. Juli: Charles Vigurs, britischer Turner († 1917)
- 13. Juli: Frédéric Bruynseels, belgischer Segler († 1959)
- 14. Juli: Odile Defraye, belgischer Radrennfahrer († 1965)
- 18. Juli: Alvah Meyer, US-amerikanischer Leichtathlet († 1939)
- 20. Juli: Poul Holm, dänischer Turner und Schwimmer († 1964)
- 21. Juli: Giovanni Mauro, italienischer Fußballschiedsrichter und -funktionär († 1958)
- 21. Juli: Oscar Van Den Bossche, belgischer Ruderer († 1951)
- 24. Juli: Hermann von Bönninghausen, deutscher Leichtathlet († 1919)
- 26. Juli: George Godfrey, südafrikanischer Schwimmer († 1965)
- 27. Juli: Harold Rayner, US-amerikanischer Fechter und Pentathlet († 1954)
- 30. Juli: Harry Smith, US-amerikanischer Langstreckenläufer († 1961)
- 31. Juli: Arno Glockauer, deutscher Turner († 1966)
- 31. Juli: Karl Lund, finnischer Turner († 1942)

### August
- 01. August: Charles Winslow, südafrikanischer Tennisspieler († 1963)
- 05. August: Herman Donners, belgischer Wasserballspieler († 1915)
- 05. August: Walther Engelmann, deutscher Kunstturner († 1959)
- 07. August: Ronald Thomas, australischer Tennisspieler († 1936)
- 08. August: Torsten Grönfors, schwedischer Tennisspieler und Segler († 1968)
- 08. August: Hans von Rosen, schwedischer Reiter († 1952)
- 10. August: Gustaf Wretman, schwedischer Schwimmer († 1949)
- 11. August: Paul Loicq, belgischer Eishockeyspieler, -schiedsrichter und -funktionär († 1953)
- 19. August: Donato Pavesi, italienischer Leichtathlet († 1946)
- 21. August: Giulio Foresti, italienischer Automobilrennfahrer († 1965)
- 22. August: Adolf Fischera, österreichischer Fußballspieler († 1938)
- 23. August: Hans Bredmose, dänischer Turner († 1958)
- 23. August: Erwin Kern, deutscher Leichtathlet († 1963)
- 24. August: Leo Bosschart, niederländischer Fußballspieler († 1951)
- 28. August: Karel Wälzer, tschechoslowakischer Eishockeytorhüter († 1948)
- 30. August: Raymond Lis, französischer Turner († 1916)

### September
- 01. September: Jay Gould II, US-amerikanischer Jeu de Paume-Spieler († 1935)
- 01. September: Gabriel Thorstensen, norwegischer Turner († 1974)
- 05. September: Georges Willems, belgischer Ruderer († unbekannt)
- 13. September: Fritz Becker, deutscher Fußballspieler († 1963)
- 14. September: Osvald Moberg, schwedischer Turner († 1933)
- 15. September: Antonio Ascari, italienischer Automobilrennfahrer († 1925)
- 16. September: Karl Gustafsson, schwedischer Fußballspieler († 1960)
- 16. September: Charles Ruffell, britischer Leichtathlet († 1923)
- 16. September: Ferenc Steiner, ungarischer Radrennfahrer († 1967)
- 17. September: Allan Franck, finnischer Segler († 1963)
- 20. September: Antonio Allocchio, italienischer Degenfechter († 1956)
- 24. September: Kanken Toyama, japanischer Karatemeister und Adeliger († 1966)
- 25. September: Sándor Pósta, ungarischer Fechter († 1952)
- 25. September: John Tait, kanadischer Mittel- und Langstreckenläufer († 1971)
- 26. September: Andreas Breynck, deutscher Fußball-Nationalspieler († 1957)
- 27. September: Richard Kohn, österreichischer Fußballspieler († 1963)
- 29. September: Johannes Andersen, norwegischer Langstreckenläufer († 1967)
- 30. September: Raulino Galvao, deutscher Hockeyspieler († unbekannt)

### Oktober
- 01. Oktober: Richard Manuel, österreichischer Schwimmer und Wasserballspieler († unbekannt)
- 06. Oktober: John Howard, kanadischer Leichtathlet († 1937)
- 10. Oktober: Pietro Lana, italienischer Fußballspieler († 1950)
- 13. Oktober: Eric Crockford, englischer Hockey- und Cricketspieler († 1958)
- 13. Oktober: Raoul Heide, norwegischer Degenfechter († 1978)
- 13. Oktober: Artur Mabellon, französischer Bogenschütze († 1961)
- 14. Oktober: Joe Cottrill, britischer Mittel- und Langstreckenläufer († 1972)
- 15. Oktober: Leif Erichsen, norwegischer Segler († 1924)
- 15. Oktober: Christopher Gitsham, südafrikanischer Langstreckenläufer († 1956)
- 16. Oktober: Sam Blatherwick, britischer Schwimmer und Wasserballspieler († 1975)
- 20. Oktober: Parelius Finnerud, norwegischer Langstreckenläufer († 1969)
- 24. Oktober: Anders Haugen, US-amerikanischer Skispringer († 1984)
- 25. Oktober: Jan Palouš, böhmisch-tschechoslowakischer Eishockeyspieler († 1971)
- 25. Oktober: Léon Tom, belgischer Fechter und Bobsportler († unbekannt)
- 28. Oktober: Willi Steputat, deutscher Ringer († 1946)
- 30. Oktober: Eugene Mercer, US-amerikanischer Weitspringer und Zehnkämpfer († 1957)
- 30. Oktober: Konstantinos Tsiklitiras, griechischer Leichtathlet und Olympiasieger († 1913)
- 31. Oktober: Andreas Cervin, schwedischer Turner († 1972)

### November
- 03. November: Jaska Saarivuori, finnischer Kunstturner († 1938)
- 04. November: Richard Queck, deutscher Fußballspieler († 1968)
- 06. November: Harry Hellawell, US-amerikanischer Langstreckenläufer († 1968)
- 07. November: Reggie McNamara, australisch-US-amerikanischer Radrennfahrer († 1971)
- 08. November: Gabriel Poix, französischer Ruderer († 1946)
- 08. November: Piet Valkenburg, niederländischer Fußballspieler († 1950)
- 09. November: Ernst Wide, schwedischer Mittel- und Langstreckenläufer († 1950)
- 10. November: Klaus Suomela, finnischer Turner († 1962)
- 11. November: Fred Offenhauser, US-amerikanischer Automobilingenieur und Mechaniker († 1973)
- 11. November: Martin Stahnke, deutscher Ruderer († 1969)
- 12. November: Max Breunig, deutscher Fußballspieler († 1961)
- 12. November: Maurice Deprez, belgischer Eishockeyspieler († 1953)
- 12. November: Steen Herschend, dänischer Segler († 1976)
- 12. November: Hans Howaldt, deutscher Regattasegler († 1970)
- 19. November: José Raúl Capablanca, kubanischer Schachspieler und Schachweltmeister († 1942)
- 19. November: Hans Lem, norwegischer Turner († 1962)
- 20. November: Dennis Fenton, US-amerikanischer Sportschütze († 1954)
- 21. November: Albert Weber, deutscher Fußballtorhüter († 1940)
- 28. November: Joseph Crickx, belgischer Ruderer († unbekannt)
- 30. November: Percy Almstedt, schwedischer Segler († 1937)

### Dezember
- 01. Dezember: Erik Börjesson, schwedischer Fußballspieler († 1983)
- 01. Dezember: Steen Rasmussen, dänischer Langstreckenläufer († unbekannt)
- 03. Dezember: Algernon Kingscote, britischer Tennisspieler († 1964)
- 04. Dezember: Georges Donnet, französischer Turner († unbekannt)
- 04. Dezember: Josef Ternström, schwedischer Langstreckenläufer († 1953)
- 06. Dezember: Sven Landberg, schwedischer Turner († 1962)
- 09. Dezember: Filippo Bottino, italienischer Gewichtheber und Olympiasieger († 1969)
- 09. Dezember: Oluf Husted-Nielsen, dänischer Turner († 1972)
- 12. Dezember: Arturo Kenny, argentinischer Polospieler († unbekannt)
- 12. Dezember: Philip Neame, britischer Sportschütze († 1978)
- 12. Dezember: Giovanni Reggio, italienischer Segler († 1972)
- 14. Dezember: Harold Hardwick, australischer Schwimmer, Boxer und Rugbyspieler († 1959)
- 14. Dezember: Åke Lundeberg, schwedischer Sportschütze († 1939)
- 14. Dezember: Juho Tuomikoski, finnischer Marathonläufer († 1967)
- 15. Dezember: Marcel Dupuy, französischer Radrennfahrer († 1960)
- 16. Dezember: Ivan Osiier, dänischer Fechter († 1965)
- 17. Dezember: Tor Norberg, schwedischer Turner († 1972)
- 18. Dezember: Mauritz Eriksson, schwedischer Sportschütze († 1947)
- 21. Dezember: Jean Bouin, französischer Leichtathlet († 1914)
- 21. Dezember: Gustave De Mulder, belgischer Ruderer († unbekannt)
- 22. Dezember: Bernhard Graubart, österreichischer Fußballspieler († 1940)
- 23. Dezember: Gordon Dukes, US-amerikanischer Stabhochspringer († 1966)
- 24. Dezember: Willi Schlage, deutscher Schachmeister und -trainer († 1940)
- 25. Dezember: Erich Laeisz, deutscher Regattasegler († 1958)
- 27. Dezember: Ödön Radvány, ungarischer Ringer († 1959)
- 29. Dezember: Andreas Dumrauf, deutscher Ringer († 1955)

### Datum unbekannt
- Harold Clarke, britischer Wasserspringer († 1969)
- Henri Demiéville, Schweizer Schwimmer und Wasserballspieler († 1956)
- Paul Franke, deutscher Eiskunstläufer († 1950)
- Paul Goeminne, belgischer Eishockeyspieler († unbekannt)
- Rudolf Katzer, deutscher Radrennfahrer († unbekannt)
- Rudolf Steinweg, deutscher Automobilrennfahrer († 1935)
- Lewis Tewanima, US-amerikanischer Langstreckenläufer († 1969)
- Maurice Van Damme, belgischer Fechter († unbekannt)
- Richard Wilhelm, deutscher Geher († 1917)

## Gestorben
- 20. Juni: Johannes Hermann Zukertort, polnischer Schachspieler (* 1842)
- 11. Juli: Peter Taugwalder, Schweizer Bergsteiger und Bergführer (* 1820)